# Enes Novinić
Enes Novinić (* 18. Juli 1985 in Čakovec) ist ein kroatischer Fußballspieler.
Novinić begann seine Karriere in der Jugend von NK Varteks. In der Profimannschaft musste sich der Nachwuchsstürmer zunächst gedulden, ehe er zur Saison 2006/07 mit Teo Kardum das Sturmduo bildete. 2009 wechselte er zum NK Karlovac.